# Hamburger Handball-Verband
Der Hamburger Handball-Verband e. V. (HHV) ist ein Handball-Landesverband mit Sitz in Hamburg. Der HHV ist Mitglied des Deutschen Handballbundes (DHB) und gehört dem Hamburger Sportbund (HSB) an.
Am 1. April 1948 ging der HHV aus der Sparte Handball des Hamburger Sportbundes (HSB) hervor und wurde am 16. August 1956 in das Vereinsregister beim Amtsgericht Hamburg eingetragen.
Die höchste Spielklasse im Seniorenbereich ist seit der Strukturreform im Jahr 2010 die fünftklassige Hamburg-Liga, die unterhalb der verbandsübergreifenden Oberliga Hamburg/Schleswig-Holstein angesiedelt ist. Die Staffelsieger der Hamburg-Liga steigen als „Hamburger Meister“ direkt in die Oberliga auf. Bis zum Jahr 2010 war die unter den Regionalligen angesiedelte Oberliga Hamburg die höchste Spielklasse.
Innerhalb des HHV gibt es keine weitere Untergliederung. Auch der Spielbetrieb in den Ligen unterhalb der Hamburg-Liga (seit 2010 Landesliga, Bezirksliga, Kreisliga und Kreisklasse) wird unmittelbar vom HHV organisiert. Mitglied im HHV sind entsprechend auch direkt die Vereine.
Das Gebiet des HHV ist nicht mit den Landesgrenzen des Bundeslandes Hamburg identisch. Viele Vereine aus dem Hamburger Umland sind Mitglied im HHV und nehmen an dessen Spielbetrieb teil. Prominentester Vertreter war der Bundesligist Buxtehuder SV, der annähernd 70 Jahre dem HHV angehörte.

## Vereine
Mit dem Handball Sport Verein Hamburg (Männer) stellt der HHV zurzeit eine Mannschaften in der 1. Bundesliga. Folgende Mannschaften spielen in den vier höchsten deutschen Spielklassen in der Saison 2024/25:
|                   | Männer | Frauen |
| ----------------- | --- | --- |
| Bundesliga        | - Handball Sportverein Hamburg | |
| 2. Bundesliga     | | - HL Buchholz08-Rosengarten |
| 3. Liga           | HG Hamburg-Barmbek (Aufsteiger Regionalliga Nord) | |
| Regionalliga Nord | - AMTV Hamburg - Handball Sportverein Hamburg 2 - SG Hamburg-Nord - TSV Ellerbek - Rellinger TV (Aufsteiger Oberliga HH) - HT Norderstedt (Aufsteiger Oberliga HH) | - AMTV Hamburg - HT Norderstedt - HL Buchholz08-Rosengarten 2 - FC St. Pauli - SG Hamburg-Nord - TSV Ellerbek (Aufsteiger Oberliga HH) - SG Altona (Aufsteiger Oberliga HH) |

## Ligensystem
Der Hamburger Handball-Verband ist verantwortlich für die Ligen 5–9. Die höherklassigen Ligen werden durch die Handballregion Nord (Regionalliga Nord) bzw. den DHB (1.–3. Liga) organisiert. Nachfolgend sind nur die Hamburger Ligen aufgeführt. Das System ist sowohl bei den Männer, wie auch bei den Frauen identisch. Es unterscheidet sich nur in der Anzahl der Staffeln und der Anzahl der Mannschaften pro Staffel.
| Spielklasse | Name             | Anzahl Staffeln | Anzahl Mannschaften pro Liga |
| ----------- | ---------------- | --------------- | ---------------------------- |
| 5           | Oberliga Hamburg | 1               | 14 (M) 12 (F)                |
| 6           | Landesliga       | 2               | 12                           |
| 7           | Bezirksoberliga  | 4 (M) 3 (F)     | 9 (M) 10 (F)                 |
| 8           | Kreisliga        | 3 (M) 1 (F)     | 9 (M) 10 (F)                 |
| 9           | Kreisklasse      | 2 (M) 1 (F)     | 8 (M) 9 (F)                  |

(M) stellt die Staffeln der Männer dar; (F) stellt die Staffeln der Frauen dar

## Organisation
Wichtigstes Organ des HHV ist der jährlich stattfindende Verbandstag, bei dem die Mitgliedsvereine (abhängig von der Anzahl der am Spielbetrieb teilnehmenden Mannschaften), die Mitglieder des Präsidiums und des Erweiterten Präsidiums sowie Ehrenmitglieder Stimmrecht haben. Die Amtszeit der gewählten Mitglieder der Verbandsorgane beträgt drei Jahre, Wiederwahl ist zulässig.

### Präsidium
- Präsident: Knuth Lange
- Vizepräsident Finanzen: Sven Dreher
- Vizepräsident Spieltechnik: Markus Fraikin
- Vizepräsident Jugend und Mitgliedergewinnung: Gunnar Sadewater
- Vizepräsidentin Leistungssport: Sarah Wichmann
- Vizepräsident Recht und Verträge: André van de Velde

### Erweitertes Präsidium
- Erwachsenenspielwartin: Nursel Erdogan
- Jugendspielwart: Felix Neve
- Schiedsrichterwart: Stephan Kamp
- Pressewart (berufen): Sven-Ole Klann
- Lehrwart (berufen): Sven Rusbült
- Beauftragte für Chancengleichheit und Vielfalt (berufen): nn
- Geschäftsführerin (berufen): Pia Zufall
- Landestrainer (berufen): Gert Adamski